# Energikrisen i Kalifornien
Energikrisen i Kalifornien uppstod i början av 2000-talet när elnätet släcktes ned flera gånger på grund av bristande leveranser av elektricitet. 
Elmarknaden i USA avreglerades successivt i slutet av 1990-talet och början av 2000-talet. Innan avregleringen prissattes el på ett reglerat sätt, så att det täckte tillverkningskonstanderna, samt gav en skälig vinst till el-producenten. 
Kalifornien gick som första stat in i den avreglerade elmarknaden, med katastrofala konsekvenser. Istället för den prissänkning som politikerna hoppats på blev det under några år en prisuppgång på totalt 40%. Det fanns inte längre någon som hade det totala ansvaret för att tillhandahålla el för Kalifornien. När det var som värst fanns det ingen el alls för vissa områden och delstaten var periodvis och bitvis helt nersläckt. 
Flera stora energiföretag anklagades för att ha missbrukat systemet, främst det skandalomsusade Enron. Enron hade skaffat sig en position som en mellanhand mellan slutkund och tillverkningsledet och anklagades för att leda en kartell som höll nere utbudet vilket ledde till akut elbrist. 
Kaliforniens guvernör Gray Davis deklarerade emergency of state, ett delstatligt krisläge. Som motåtgärder övertog delstaten exempelvis kraftanläggningar som ansågs inte användas på avsett sätt av dess ägare. Davis ådrog sig stark kritik för bland annat hanteringen av elkrisen och avsattes från sin post. Arnold Schwarzenegger besegrade därefter Davis i det extrautlysta guvernörsvalet 17 oktober 2003.